# Mark Damon
Mark Damon, nacido como Alan Harris (Chicago, 22 de abril de 1933-Los Ángeles, 12 de mayo de 2024) fue un actor y productor estadounidense.

## Biografía
Inició su carrera en su país natal, apareciendo en películas como Young and Dangerous (1957) y House of Usher de Roger Corman. En un intento por impulsar su carrera, viajó a Italia donde trabajó en diversas películas del Spaghetti western y películas de clase B, haciendo de héroes o de antagonista.
Eventualmente dejó de actuar a mediados de la década de 1970 para convertirse en productor.

## Filmografía parcial como actor
- Young and Dangerous (1957)
- Zorro (1959, temp.2, cap.15)
- La caída de la casa Usher (House of Usher), de Roger Corman (1960)
- Pedro el Cruel (Sfida al Re di Castiglia), de Ferdinando Baldi (1963)
- Johnny Yuma, de Romolo Guerrieri (1966)
- Dio, come ti amo! (1966)
- Un tren para Durango, de Mario Caiano (1969)
- Repoker de bribones, de Tonino Ricci (1972)